# Halesus rubricollis
Halesus rubricollis är en nattsländeart som först beskrevs av Francois Jules Pictet de la Rive 1834.  Halesus rubricollis ingår i släktet Halesus och familjen husmasknattsländor. Utöver nominatformen finns också underarten H. r. melancholicus.